# Antarchaea mundalis
Antarchaea mundalis är en fjärilsart som beskrevs av Walker 1866. Antarchaea mundalis ingår i släktet Antarchaea och familjen nattflyn. Inga underarter finns listade i Catalogue of Life.